# سگ سورتمه

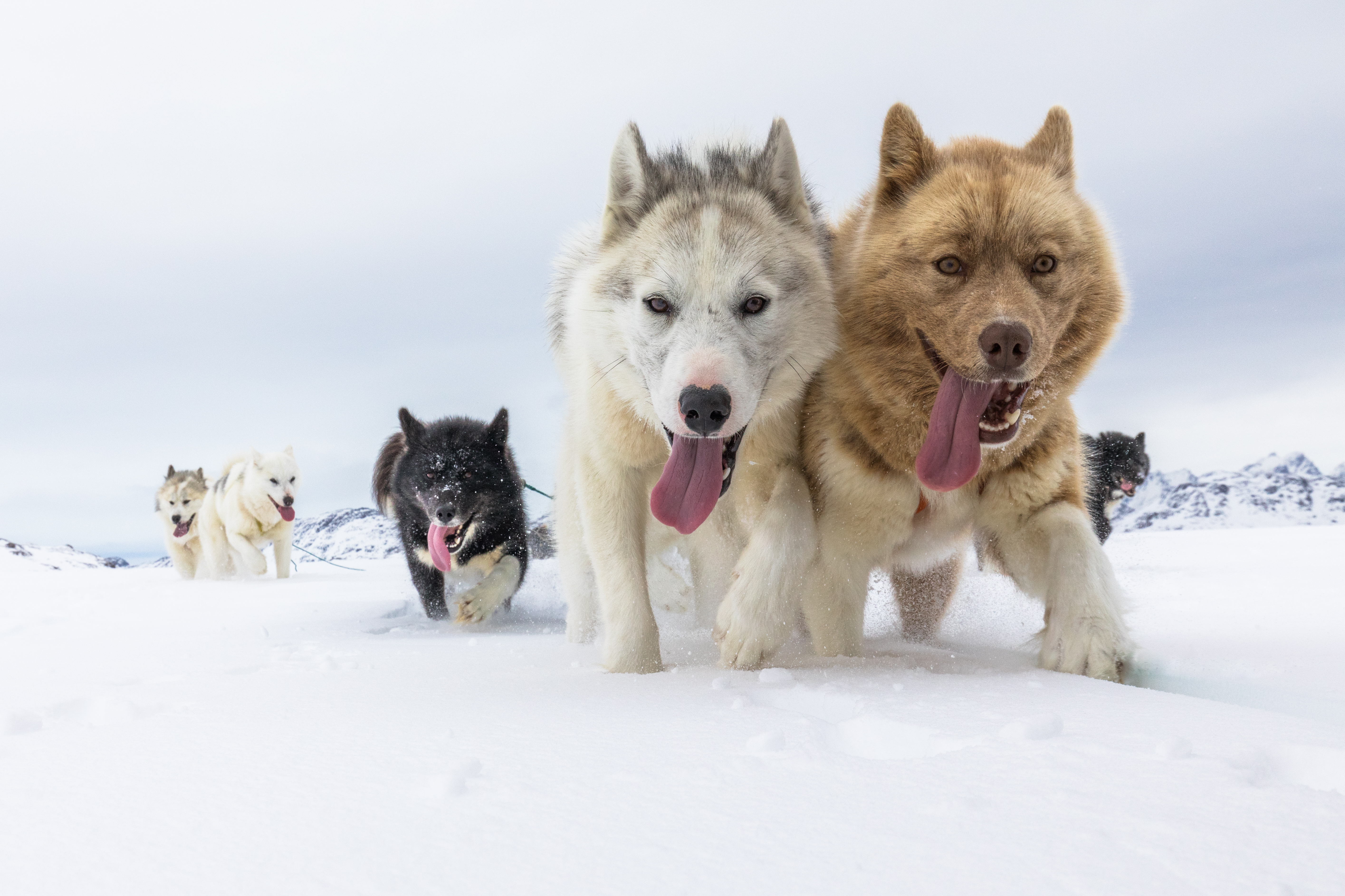
سگ‌های سورتمه از نژاد هاسکی در کولوسوک (en) در گرینلند.

سگ سورتمه (انگلیسی: Sled dog) گونه‌ای سگ است که برای حمل و نقل در نقاط قطبی یا مناطق غیرقابل دسترس استفاده می‌شود. سگ‌های سورتمه در اکتشافات هر دو قطب و دوران تب طلای کلوندایک و تاکنون نیز در جهت رساندن مرسولات پستی روستاهای دور شمال آلاسکا و کانادا به کار رفته‌اند.

## نگارخانه

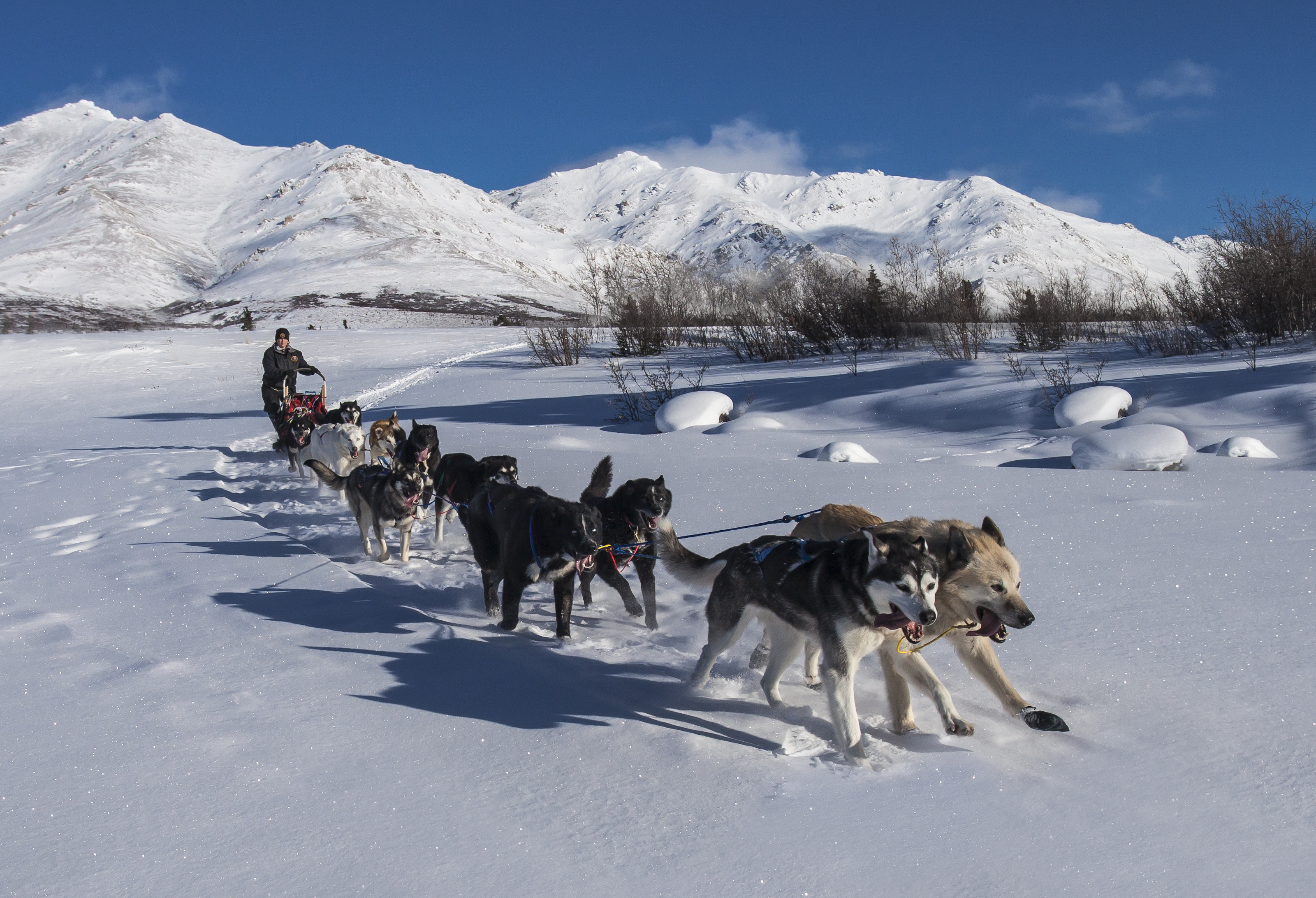
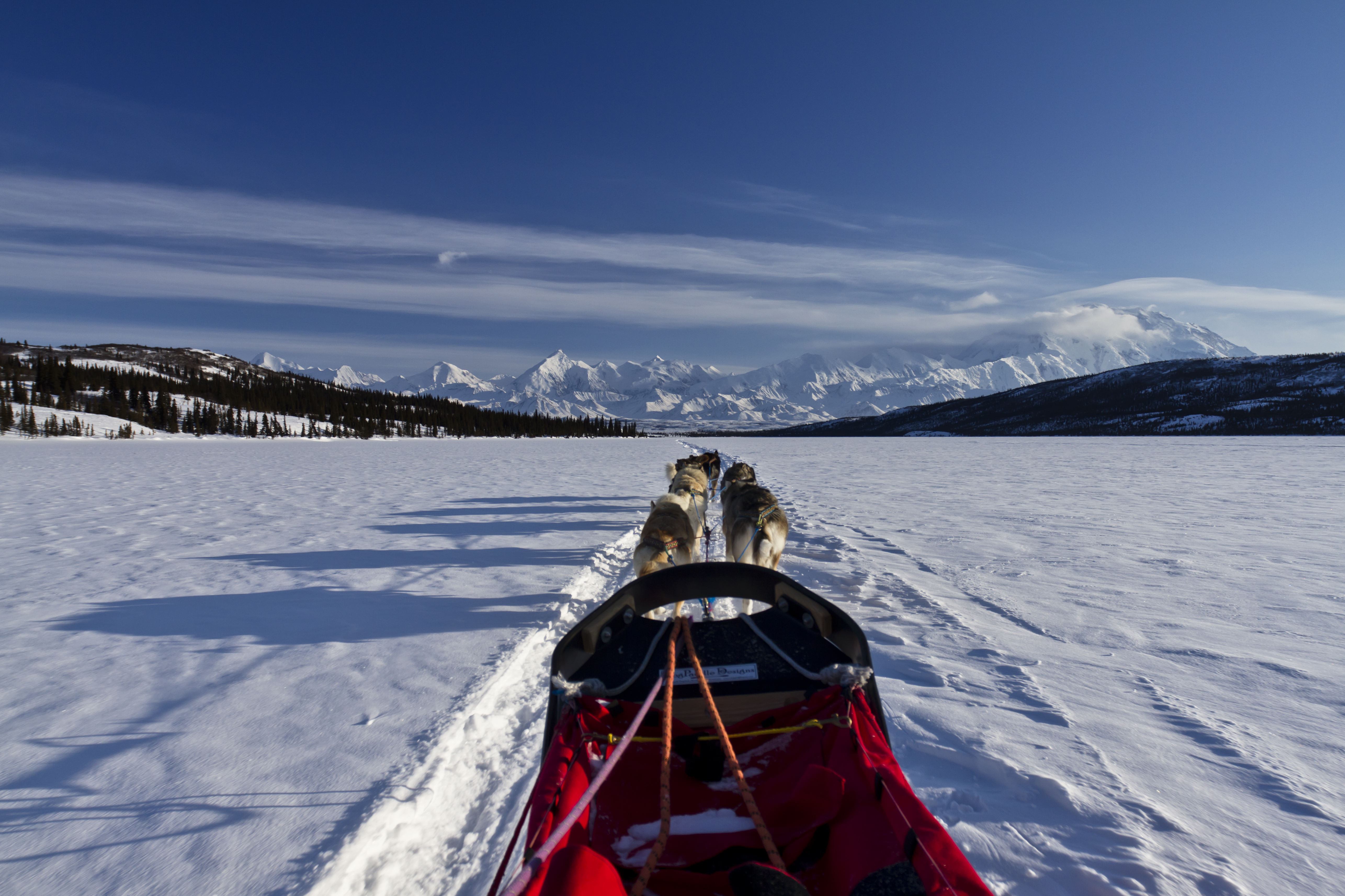
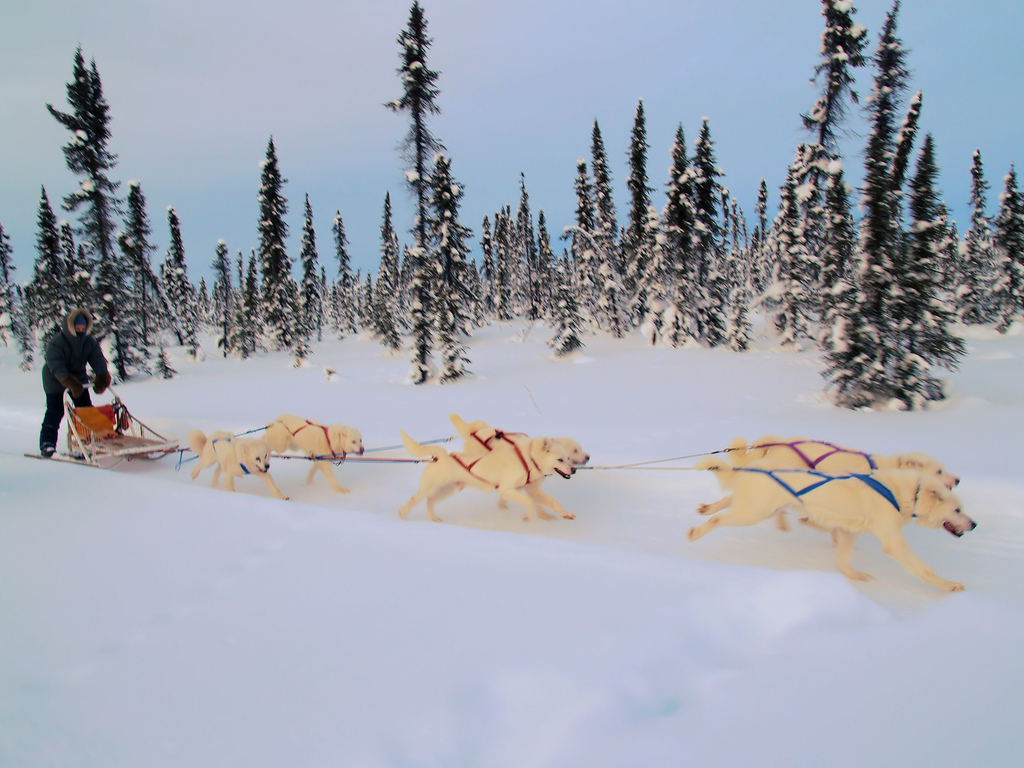
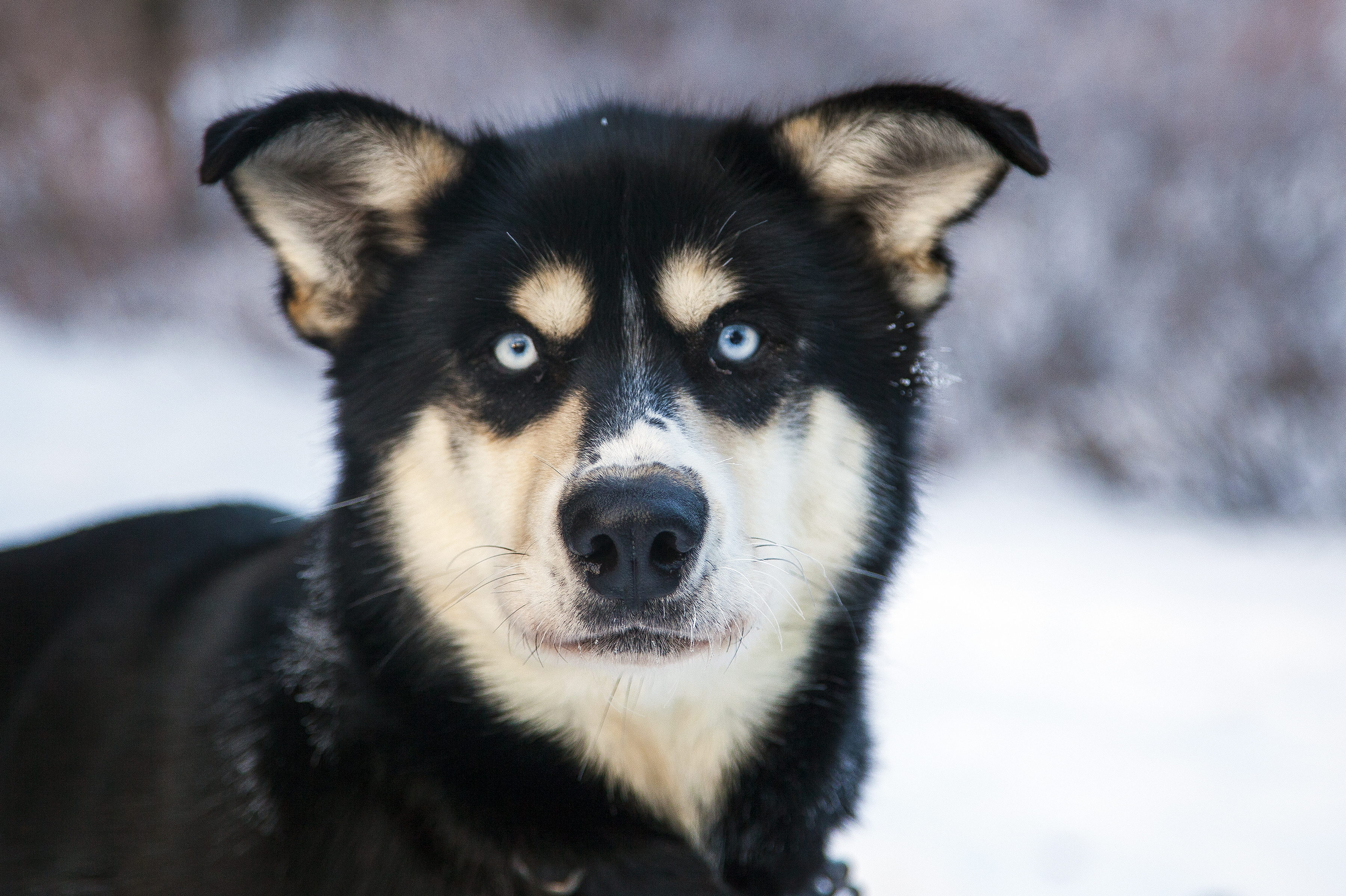
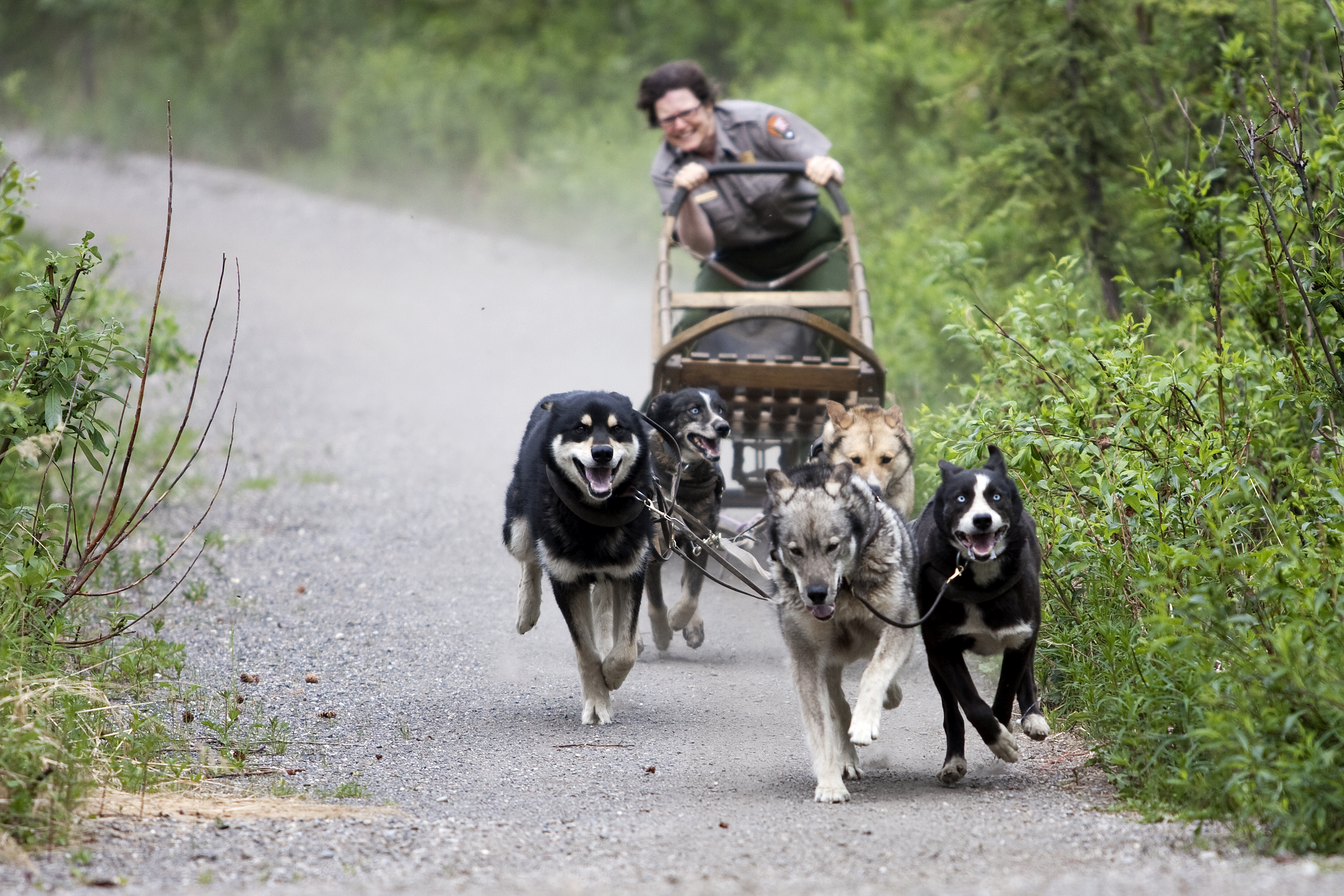
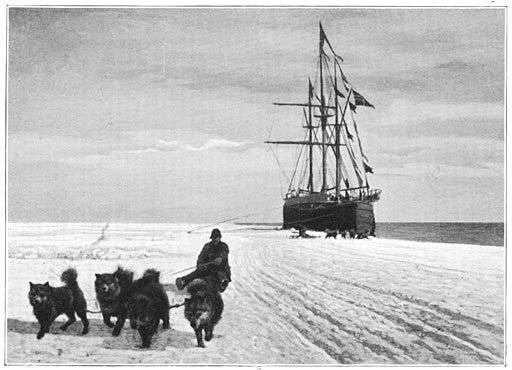
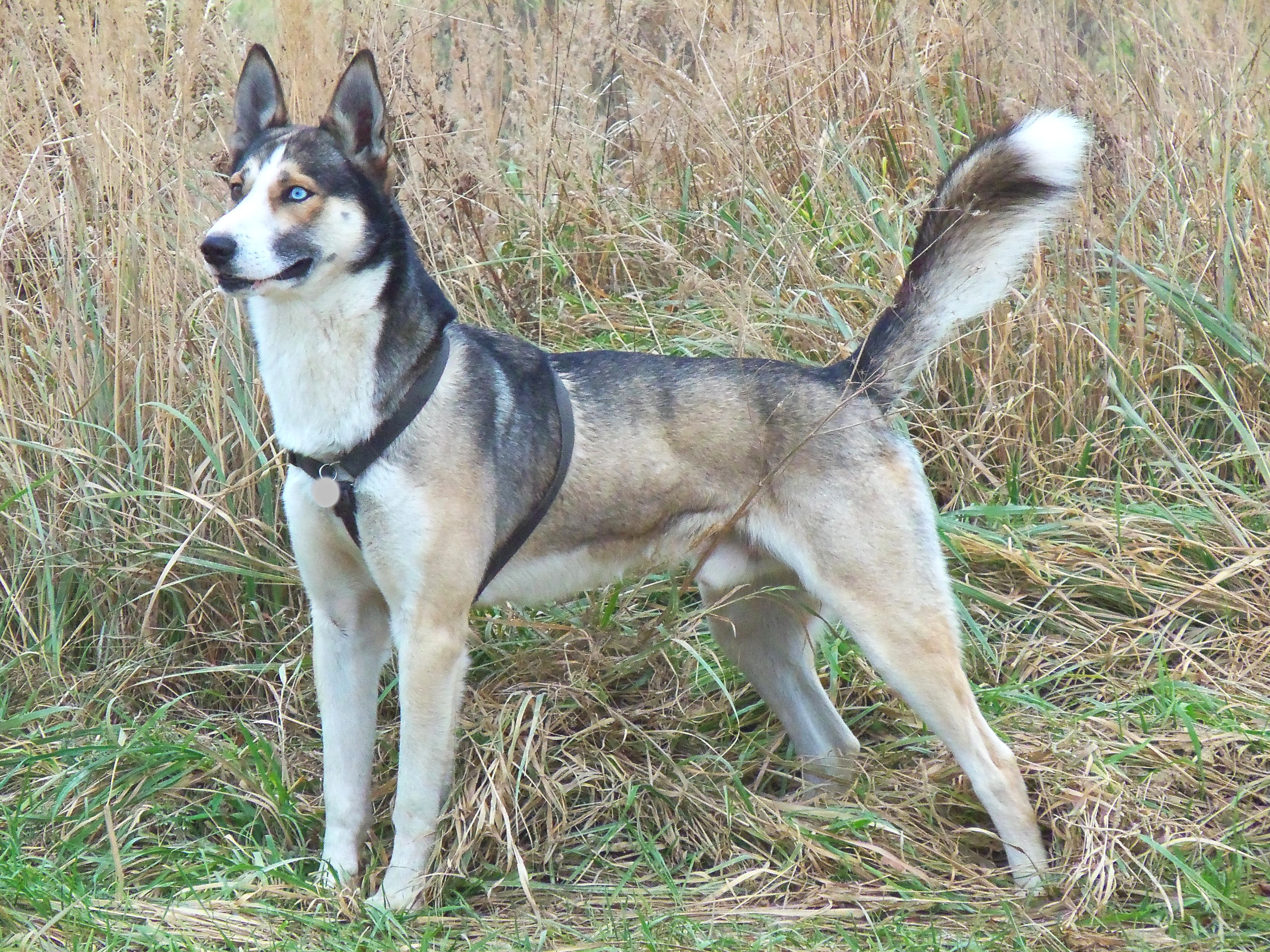
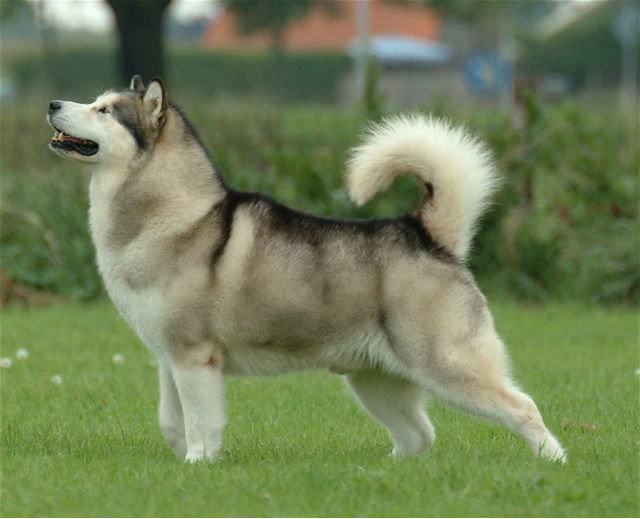
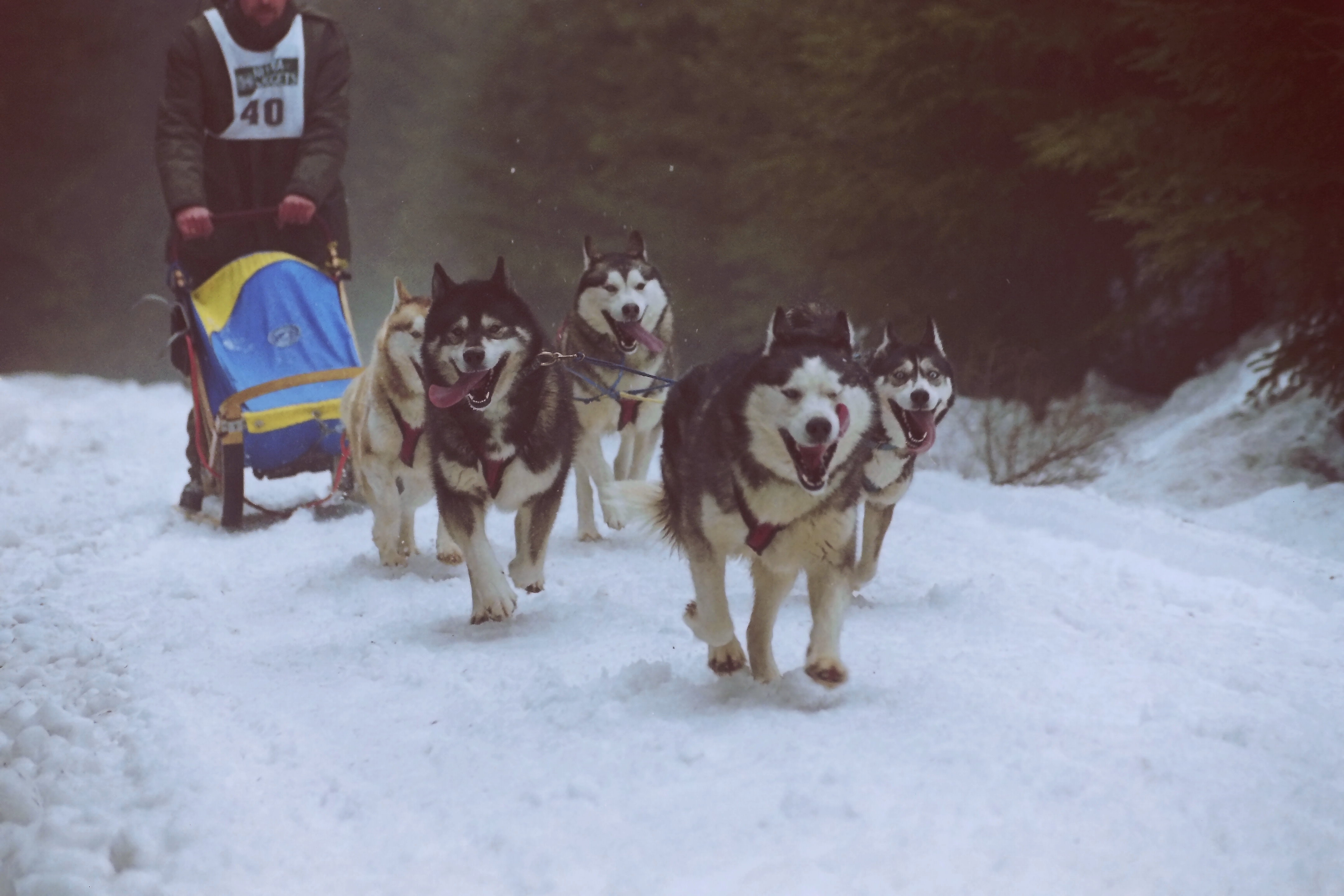